# Sankt Nikolai ob Draßling
Sankt Nikolai ob Draßling è una frazione di 1 064 abitanti del comune austriaco di Sankt Veit in der Südsteiermark, nel distretto di Leibnitz (Stiria). Già comune autonomo, il 1º gennaio 2015 è stato fuso con gli altri comuni soppressi di Sankt Veit am Vogau e Weinburg am Saßbach per costituire il nuovo comune mercato (Marktgemeinde).